# Hagenriede
Die Hagenriede ist ein etwa 3 km langer rechter Zulauf zur Schunter im Braunschweiger Ortsteil Hondelage. Ihre Quellbäche entspringen in der Staatsforst Braunschweig nordöstlich von Hondelage.

## Geographie
Das Quellgebiet der Hagenriede liegt südwestlich des als Steinberg kartierten Gebiets der Staatsforst Braunschweig nahe Groß Brunsrode. Mindestens drei Bäche durchfließen kleine Teiche und sammeln sich schließlich in dem etwas größeren Weidensool-Teich im Waldgebiet Hoheholz. Dessen Abfluss wird in dem Gewässergütebericht des NLWKN als Beginn der Hagenriede angegeben (52° 20′ 28″ N, 10° 38′ 5″ O). In der Gewässerkartierung Stand 2023 ist dieser Bach ein Zufluss zur Hagenriede mit der GKZ 48287742, der am Heinenhoop beginnt. Er läuft in südwestliche Richtung zum Waldrand, wo er von der Landesstraße 639 Wendhausen-Essenrode überquert wird. Dort tritt er in offenes Ackerland ein, das im Norden vom Waldgebiet Wöhren begrenzt wird. In diesem Bereich wurden Kirchenfundamente der Wüstung Hegersdorf nachgewiesen.
Der Bach wendet sich bald nach Süden, erreicht das Braunschweiger Stadtgebiet und fließt zur Klosterwiese. Dort passiert ein renaturierter, mäandrierender Abschnitt den etwa 200 Meter langen gleichnamigen Teich. An dessen Südende knickt die Hagenriede nach Westen ab, nimmt mehrere Gräben auf und wendet sich kurz darauf wieder nach Süden. In weitgehend renaturierten, bepflanzten und mit Überflutungszonen versehenen Abschnitten verläuft sie sehr geradlinig zum östlichen Rand Hondelages, wo sie von der Landesstraße 635 überquert wird. Südlich der Straße strebt sie ohne Krümmungen durch die Haagenwiesen zur Schunter.
Bezüglich der Namensgebung wird auf die Wortendung -riede hingewiesen, die ein Synonym für Bach ist.

## Gewässerqualität
Die Gewässerqualität wurde 2002 vom NLWKN im Rahmen des gesamten Okereinzugsgebiets untersucht. Bereits damals wurden erfolgreich durchgeführte Renaturierungsmaßnahmen erwähnt und die Gewässergüteklasse mit II-III bewertet.
Die Gewässerstrukturgüte ist 2010 vom Institut für Geoökologie der TU Braunschweig im Auftrag der Stadtentwässerung Braunschweig für den 3066 Meter langen Bachlauf auf Braunschweiger Stadtgebiet untersucht worden. Auch hier wird auf die Uferbepflanzung mit Erlen- und Schlehengehölzen sowie die weiter fortgeschrittenen Renaturierungsmaßnahmen verwiesen, die in vielen Bereichen die Eigendynamik des Baches fördern. Der Gesamtcharakter wird als sehr naturnah bewertet.